# Loc-Eguiner
 Loc-Eguiner  (en bretón Logeginer-Plouziri) es una población y comuna francesa, situada en la región de Bretaña, departamento de Finisterre, en el distrito de Brest y cantón de Ploudiry.

## Demografía
| 388 | 357 | 316 | 296 | 280 | 290 |
| Para los censos de 1962 a 1999 la población legal corresponde a la población sin duplicidades (Fuente: INSEE [Consultar]) |     |     |     |     |     |